# オンラインバックアップ
オンラインバックアップとは、サーバーマシンにデータをバックアップするサービスの事である。
ファイルを別の場所に保管する事で万一の場合でもデータ復旧を容易にする事ができ、事業継続計画の一環としても利用が可能となる。

## 概要
データのバックアップ方法としては外付けハードディスクやCD-Rなどの媒体に保管する方法が一般的だが、パソコンやハードディスクの破損、CD-Rの紛失などによりデータの復旧が難しい状態となってしまうが、オンライン上に保管する事でいつでも、どこからでもデータの保管・復旧が可能となる。
既存のハードディスクやCD-R等と違い、利用したい容量分だけを契約する事が出来るので、保管容量を気にすることなくバックアップ容量に合わせた契約をする事ができる。

また、オンラインストレージとしての利用も出来、必要に応じて他人が閲覧・利用する様にできる物もある。

## 主なオンラインバックアップサービス
- @nifty バックアップV2
- Acronis True Image
- Amazon Glacier
- ZoneAlarm